# Независимые начальные условия
Независимые начальные условия — электрические параметры, которые не изменяются скачком в момент коммутации, то есть, остаются неизменными в начале переходного процесса в электрической цепи.
Согласно законам коммутации, скачком не могут изменяться напряжения на ёмкостях и токи в индуктивностях. Поэтому значения этих величин в начале коммутации называются независимыми начальными условиями. Они не зависят от условий коммутации.
Все остальные величины — напряжения и токи на активных сопротивлениях, токи через ёмкости, напряжения на индуктивностях — в момент коммутации могут изменяться скачком (а могут и не изменяться). Значения этих величин в начале переходного процесса называются зависимыми начальными условиями.
Определение начальных независимых условий необходимо осуществить до начала расчёта переходного процесса, например, с помощью законов Ома и Кирхгофа, с помощью метода контурных токов и др.